# Gattatico
Gattatico là một đô thị ở tỉnh Reggio Emilia trong vùng Emilia-Romagna, có vị trí cách khoảng 80 km về phía tây bắc của Bologna và khoảng 15 km về phía tây bắc của Reggio Emilia. Tại thời điểm 31 tháng 12 năm 2004, đô thị này có dân số 5.462 và diện tích 42.4 km².
Đô thị Gattatico có các frazioni (các đơn vị cấp dưới, chủ yếu là các làng) Cantone, Case Ponte Enza, Case Reverberi, Nocetolo, Olmo, Paulli, Praticello, and Taneto.
Gattatico giáp các đô thị: Brescello, Campegine, Castelnovo di Sotto, Parma, Poviglio, Sant'Ilario d'Enza, Sorbolo.